# L'Amour d'une mère (film, 1954)
Pour les articles homonymes, voir L'Amour d'une mère (homonymie).
Pour plus de détails, voir Fiche technique et Distribution.
L'Amour d'une mère (La corda d'acciaio) est un melodramma strappalacrime italien réalisé par Carlo Borghesio et sorti en 1954.

## Fiche technique
- Titre français : L'Amour d'une mère ou La Corde d'acier[1]
- Titre original italien : La corda d'acciaio[2]
- Réalisateur : Carlo Borghesio
- Scénario : Oreste Biancoli, Giuseppe Mangione, Giovanni Seyta
- Photographie : Vincenzo Seratrice
- Montage : Rolando Benedetti
- Musique : Alfonso Salerno
- Décors : Augusto Vannarelli, Virgilio Marchi, Amedeo Mellone
- Production : Giovanni Seyta
- Société de production : Zodiaco Film
- Pays de production :  Italie
- Langue originale : italien
- Format : Noir et blanc - 1,37:1 - Son mono - 35 mm
- Durée : 87 minutes
- Genre : Melodramma strappalacrime
- Dates de sortie :
  - Italie : 29 septembre 1954
  - France : 28 février 1958[1]

## Distribution
- Brigitte Fossey : Marcella
- Fausto Tozzi : Filippo
- Xenia Valderi : Elsa, la mère de Marcella
- Virna Lisi : Stella
- Nando Bruno : Checco
- Olga Solbelli : Edvige
- Mimo Billi (it)
- Rina Franchetti
- Domenico Serra (it)
- Gianni Luda
- Lilli Marchisio
- Daniela Spallotta
- Felice Minotti